# Средь шумного бала, случайно…
«Средь шу́много ба́ла, случа́йно…» — стихотворение Алексея Константиновича Толстого, написанное предположительно в январе 1851 года. Впервые опубликовано в журнале «Отечественные записки» (1856, № 5).
Стихотворение легло в основу одного из самых известных русских романсов, созданного П. И. Чайковским в 1878 году.

## История создания
По словам литературоведа Дмитрия Жукова, зимой 1850 года 33-летний Алексей Толстой пребывал в угнетённом состоянии: это было связано как с творческой неудовлетворённостью, так и с личными переживаниями. В конце декабря или в начале января  он отправился на новогодний бал-маскарад, который устраивался в Большом театре. Там произошла встреча с незнакомкой, перевернувшая жизнь поэта.

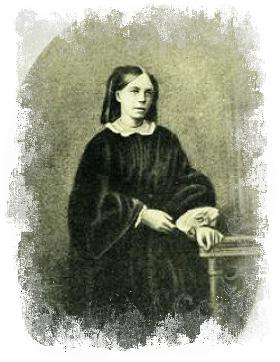
Софья Бахметева—Миллер

На балу он почти ничего не узнал о даме, лицо которой скрывала маска; их короткая встреча завершилась тем, что она взяла визитную карточку поэта и пообещала, что знакомство будет продолжено. С того мгновения Толстой уже не мог думать ни о чём, кроме грядущей встречи:
Может быть, той же ночью он нашёл для описания своего зарождающегося чувства слова стихотворения, которое отныне будет всегда вдохновлять композиторов и влюблённых.
Спустя несколько дней Толстой получил от незнакомки приглашение. Прибыв по указанному адресу, поэт наконец увидел лицо Софьи Андреевны Миллер (в девичестве Бахметевой) — своей будущей жены, «артистического эха», музы и критика. Современники неоднозначно оценивали внешность этой женщины («она не была хорошенькой и с первого взгляда могла привлечь внимание разве что в маске»), но Миллер отличалась женственностью, в её взгляде чувствовался ум. С этого момента почти вся любовная лирика Толстого посвящалась ей; в литературоведении адресованные Софье Андреевне стихи получили название «миллеровский цикл»:
С 1851 года, когда состоялось знакомство Толстого с Софьей Миллер <...>, начинает формироваться этот «неавторский» цикл, в прологе которого прочно займёт своё место самое пронзительное стихотворение «Средь шумного бала, случайно...»

## Художественные особенности
Средь шумного бала, случайно,

В тревоге мирской суеты,

Тебя я увидел, но тайна

Твои покрывала черты.

Лишь очи печально глядели,

А голос так дивно звучал,

Как звон отдалённой свирели,

Как моря играющий вал.
Произведение представляет собой стихотворную новеллу, в которой «с почти летописной точностью» воспроизведены обстоятельства случайной встречи поэта с незнакомкой, появившейся в суете многолюдного бала. Автор не видит её лица, но успевает заметить «печальные очи» под маской, услышать голос, в котором парадоксальным образом соединены «и звук нежной свирели, и рокот морского вала». Портрет дамы выглядит столь же неопределённым, как и чувства, которые внезапно овладевают лирическим героем: с одной стороны, его волнует её загадочность, с другой — он встревожен и растерян перед напором одолевающих его «неясных грёз»:
Тайна, покрывающая черты незнакомки — не только маска, но и тайна её судьбы, её прошлого, наложившего отпечаток на весь её облик.
Литературоведами отмечена тематическая близость стихотворения Толстого и пушкинского «Я помню чудное мгновенье»; перекличка идёт прежде всего в строчках «В тревоге мирской суеты» — «В тревогах шумной суеты». Кроме того, исследователи проводят параллель между «Средь шумного бала…» и написанным десятью годами ранее лермонтовским стихотворением «Из-под таинственной, холодной полумаски». По мнению критика Ирины Роднянской, поэтическая новелла Толстого положена «на лермонтовский — но лишившийся многотоновости — лирический сюжет».

## Музыкальные адаптации и исполнители
Чайковский, по версии театрального деятеля Анисима Гиммерверта, мог получить стихотворение Толстого от Надежды Филаретовны фон Мекк. Романс, написанный на стихотворение «Средь шумного бала…» в 1878 году для мужского голоса, композитор посвятил младшему брату Анатолию, правоведу по профессии, служившему в Тифлисе прокурором Окружного суда.
Выбрав в качестве музыкального жанра вальс, который в XIX веке был неотъемлемым элементом любого бала, Чайковский сместил акценты, перенеся смысловую нагрузку с суеты маскарада на внутренние переживания лирического героя:
Этот романс можно уподобить мягкой акварели в красивой рамке; функцию рамки в нем выполняет восьмитактовое вступление и точно такое же по музыке заключение — оно вводит в атмосферу и настроение романса. Спокойное грациозное кружение вальса передано невероятно простыми средствами.
Романсы на это стихотворение создали также композиторы: А. Д. Александрова-Кочетова (1865), Б. С. Шереметев (1879), А. А. Спиро (1884), А. Н. Шефер, Г. А. Лишин (1886) и другие.
Романс исполняли многие известные певцы: Борис Гмыря, Иван Козловский, Сергей Лемешев, Леонид Собинов, Георг Отс, Анатолий Пономаренко, Марк Рейзен, Анатолий Соловьяненко, Борис Штоколов, Юрий Гуляев, Сергей Захаров, Сергей Лейферкус, Муслим Магомаев, Константин Огневой, Александр Пономарёв, а также Николай Гедда, Peter Anders. Романс исполняли и оперные певицы: Ирина Архипова, Тамара Милашкина, Елена Образцова.

## Грамзаписи
Первая запись на грампластинку была произведена 18 июня 1901 года. Романс записал артист Императорской оперы Иоаким Тартаковский, ему аккомпанировал на фортепиано П. П. Гросс. В последующем грампластинки с романсом записали: оперный певец Оскар Камионский (1906), артист Императорской Санкт-Петербургской оперы Владимир Касторский (1909), заслуженный артист Императорских театров Леонид Собинов (1911), заслуженный артист РСФСР Сергей Мигай (1937), заслуженный артист РСФСР Сергей Лемешев (1939), Заслуженный артист РСФСР Иван Козловский (1937), Георгий Виноградов (1951), Муслим Магомаев (1972), народный артист СССР Анатолий Соловьяненко (1991).

## В литературе и мемуарах
- Тургенев любил рассказывать, про свою встречу с Софьей Миллер, в точности совпадающую с толстовской, но случившуюся раньше. Незнакомая дама в маске точно так же очаровала его на маскараде. Очарованный её умом, грацией и красивой фигурой, Тургенев страстно пожелал увидеть её лицо. Конечно же, он воображал себе его таким же привлекательным, как и всё остальное. Долго он молил её, чтобы она сняла маску, и долго она не соглашалась. Наконец она уступила и подняла маску. «Представьте себе мой ужас! ― воскликнул Тургенев, ― когда, вместо того поэтического образа, который я составил себе, я увидел чухонского мужика в юбке». Вероятно, дама осознала свой промах и в будущем более никогда не повторяла его. Впредь на маскарадах Софья Миллер никогда оне поднимала маски[11].

- Романс «Средь шумного была…» упоминается Александром Куприным в повести «Молох», где его поёт техник Миллер, «отличавшийся красотою, глупостью и чудесным баритоном».

## В кинематографе и массовом искусстве
- Первые слова романса напевает Женя Лукашин в фильме «Ирония судьбы, или С лёгким паром!» во время проходной сцены, когда он берёт стул и направляется на кухню к маме: «Средь шумного бала, Случайно... В тревоге мирской суеты... Мне кажется, я женюсь. — Мне тоже так кажется. — Ну и как тебе Галя?..»
- Тимур Шаов, песня «Секшуал харассмент»[12]:

Может, я и коснулся чьих-то там ягодиц,
Но средь шумного бала, случайно!